# Delfim da Câmara
Delfim Joaquim Maria Martins da Câmara (Magé, 1834 — ?, c. 1916) foi um pintor brasileiro, ativo no século XIX. 

## Biografia
Com 14 anos matriculou-se na Academia Imperial de Belas Artes, sendo aluno de Manuel Joaquim de Melo Corte Real, Costa Miranda e Corrêa Lima e dando mostras de brilhantismo. Obteve vários prêmios enquanto aluno, como a grande medalha de ouro em pintura histórica em 1850. Pleiteou o prêmio de viagem mas perdeu, só ficando atrás de Victor Meirelles. Um segundo pleito foi tentado em 1857, também sem sucesso, e neste momento deixou a Academia, passando a estudar por conta própria.
Aparentemente frustrado em suas ambições como artista, transferiu-se para Porto Alegre pouco antes da Guerra do Paraguai, produzindo escassa pintura e alguns trabalhos em cenografia e gravura. Quando eclodiu o conflito alistou-se como voluntário do exército da Província. Só voltaria à capital em 1870, já como capitão, mas quatro anos depois retorna ao Rio de Janeiro, reaproximando-se da Corte imperial. Nessa cidade manteve um ateliê, à rua da Assembleia,82, dedicando-se principalmente ao retrato.
Durante sua estadia no sul sustentou-se de seu ofício como pintor, embora tenha preferido manter-se em relativa obscuridade. Só chamou a atenção geral quando realizou o retrato do Visconde de Pelotas, e a partir daí passou a ser muito procurado. Vivia em um sobrado modesto à rua Nova, sendo descrito como uma figura alta e esguia, pouco expansiva e de extrema modéstia. Seu talento foi muito elogiado por Gonzaga Duque.
Foi professor de desenho no Liceu de Artes e Ofícios, na Escola Politécnica, na Academia Imperial de Belas Artes e ensinou também no Colégio Pedro II.
Morreu totalmente esquecido, provavelmente no Rio de Janeiro, em data desconhecida.